# Kurzia tenerrima
Kurzia tenerrima là một loài rêu tản trong họ Lepidoziaceae. Loài này được (Mitt. ex Stephani) Grolle miêu tả khoa học lần đầu tiên năm 1963.